# Die Sünde der Madelon Claudet
Die Sünde der Madelon Claudet (Originaltitel: The Sin of Madelon Claudet) ist ein US-amerikanischer Spielfilm mit Helen Hayes aus dem Jahr 1931. Er basiert auf dem Bühnenstück The Lullaby von Edward Knoblock. Der Film ist ein typisches Beispiel für die sog. Confession Tales mit seiner dramatischen Geschichte um weibliche Selbstaufopferung und steht damit in der direkten Tradition von Filmen wie Madame X, Once a Lady und The Right To Love mit Ruth Chatterton oder Blonde Venus mit Marlene Dietrich.

## Handlung
Alice Claudet hat die Absicht, ihren Ehemann Dr. Lawrence Claudet zu verlassen. Dessen Freund Dr. Dulac versucht dies zu verhindern. Er erzählt ihr die Geschichte eines französischen Bauernmädchens. Das Mädchen Madelon ist verliebt in den amerikanischen Künstler Larry Maynard. Sie möchte mit ihm ihrem beschaulichen Leben auf dem Lande entkommen. Maynard muss jedoch Frankreich eher verlassen, da sein Vater angeblich schwer krank ist. Später muss Madelon feststellen, dass Maynard sie mit einer anderen Frau betrogen hat und verheiratet ist. Madelon ist jedoch schwanger von ihm. Ihr Vater zwingt Madelon, einen Bauern aus der Nachbarschaft zu heiraten. Als er sie jedoch auch noch dazu bringen will, ihren neu geborenen Sohn aufzugeben, flieht sie. In Paris lernt sie den charmanten Carlo Boretti kennen, der sich jedoch als Juwelendieb entpuppt. Kurz vor der Verhaftung begeht Boretti Selbstmord, und Madelon findet sich mit dem Vorwurf der Mittäterschaft vor Gericht wieder. Sie muss für zehn Jahre unschuldig ins Gefängnis und lässt ihren Sohn im Glauben, gestorben zu sein. Dr. Dulac kümmert sich um den Jungen, während seine Mutter versucht, das Geld für seine Ausbildung zu verdienen, und am Ende auf der Straße landet. Alles Geld, das Madelon verdient, geht an ihren Sohn, der erfolgreich Medizin studiert. Nur Dr. Dulac weiß von der Existenz von Madelon Claudet. Als sie alt im Armenhaus endet, hat sie nur noch den Wunsch, ihren Sohn nochmals zu sehen, und besucht ihn als Patientin in seiner Praxis. Nachdem Dr. Dulac Alice Claudet die Tragödie ihrer Schwiegermutter erzählt hat, macht Alice ihrem Mann Lawrence den Vorschlag, die Mutter zu sich zu nehmen.

## Hintergrund
Helen Hayes war Anfang der 1930er bereits eine „lebende Legende“ des amerikanischen Theaters. Nach etlichen Triumphen am Broadway trug sie den Titel der „First Lady of the Theatre“ und wurde in einem Atemzug genannt mit Schauspielerinnen wie Katharine Cornell, Ethel Barrymore und Maude Adams. Auf dem Höhepunkt ihres Erfolges beschloss Hayes, ihrem Ehemann, dem Autor Charles Mac Arthur nach Hollywood zu folgen, wo MacArthur für eine enorme Gage dem Drehbuch für Rasputin: Der Dämon Rußlands die abschließende Fassung gab.  Der Produktionschef von MGM, Irving Thalberg, überredete Hayes schließlich zu einem nicht-exklusiven Filmvertrag und fasste zunächst die Verfilmung von What Every Woman Knows, dem letzten großen Erfolg des Bühnenstars, ins Auge. Probleme mit den Rechten führten dazu, dass am Ende das Drehbuch von The Lullaby, der Verfilmung eines Melodramas aus dem Jahr 1923, als Vorlage für Hayes’ Leinwanddebüt diente.
Der Film war zunächst mit Kay Francis in der Hauptrolle geplant. Die Schauspielerin lehnte jedoch das Angebot, für MGM zu arbeiten, mit drastischen Worten ab:

„Ich müsste völlig verrückt sein, diese dumme französische Prostituierte zu spielen. Warum verkauft sich diese dumme Gans, nur um Kleider für ihren Sohn zu kaufen? Bah. Wie kann man Sympathie für so eine beschränkte Frau schaffen?“

Der Film ging zunächst unter dem Titel The Lullaby in Produktion. Nach einer Reihe von desaströsen Previews beschloss Irving Thalberg jedoch, gut ein Drittel des Films nach- und somit komplett neu zu drehen. Das Drehbuch wurde noch einmal umgeschrieben. Helen Hayes, die bereits in Samuel Goldwyns Produktion von Arrowsmith, der Verfilmung des gleichnamigen Romans von Sinclair Lewis, neben Ronald Colman eingebunden war, musste ihre Szenen an ihren freien Sonntagen drehen. Am Ende kam der Film unter dem Titel The Sin of Madelon Claudet in die Kinos und erwies sich als großer finanzieller Erfolg.

## Filmhistorische Einordnung
Madame X, der Ruth Chatterton in der Hauptrolle zeigte, und Common Clay mit Constance Bennett aus dem Folgejahr waren stilbildend für das Genre der Confession Tales, die während der Weltwirtschaftskrise hauptsächlich das weibliche Kinopublikum anlockte. Meist drehen sich die Filme um die Probleme von Frauen, die durch eine Liebesgeschichte mit einem charakterlich schwachen Mann in Probleme geraten. Am Ende landen die Frauen auf der Straße, um sich und ihre Kinder und/oder Familie zu ernähren. Oft wurden die Frauen auch die Geliebte von älteren Männern oder gingen unwürdigen Beschäftigungen nach, um zu überleben: Barbara Stanwyck in Shopworn, Constance Bennett in Herz am Scheideweg. Meist versuchten die Frauen, ihren Kindern die illegitime Herkunft zu verbergen: Kay Francis in I Found Stella Parrish, Der Erbe des Hauses Farrington und Confession, Ruth Chatterton in Frisco Jenny oder Ann Harding in The Life of Vergie Winters.

## Kritik
Die meisten Kritiker lobten Helen Hayes in überschwänglichen Worten.
Mordaunt Hall gab seiner Bewunderung in der New York Times beredten Ausdruck:

„Kein Wunder, dass die Verantwortlichen bei MGM so begeistert über Helen Hayes Darstellung in "Die Sünde der Madelon Claudet" sind. Denn Miss Hayes schafft es, durch ihr superbes Spiel die schwierige Rolle eindringlich zu interpretieren: Effektiv stellt sie die verbitterte und gealterte Madelon dar, die gerade aus dem Gefängnis kommt und weitere Schicksalsschläge zu ertragen hat. Bei der gestrigen Vorführung wischten sich die weiblichen Zuschauer die Tränen aus den Augen und waren begeistert von dem wunderbaren Spiel der Schauspielerin und ihrem Make-Up. Teilweise waren Wellen der Anteilnahme zu hören, wenn Miss Hayes auf der Leinwand erschien.“

## Auszeichnungen
Der Film gewann auf der Oscarverleihung 1932 den
- Oscar für die beste Darstellerin: Helen Hayes.

Filmfestival von Venedig
- Publikumspreis für den berührendsten Film
- Publikumspreis der beliebtesten Schauspielerin – Helen Hayes

Diese Preise wurden durch eine Publikumsabstimmung vergeben.

## Weiterführende Literatur zu der Thematik
- Mark A. Viera: Sin in Soft Focus: Pre-Code Hollywood, ISBN 978-0810944756
- Mick LaSalle: Complicated Women: Sex and Power in Pre-Code Hollywood – ISBN 978-0312284312
- Thomas Doherty: Pre-Code Hollywood. ISBN 978-0231110952
- Lea Jacobs: The Wages of Sin: Censorship and the Fallen Woman Film, 1928–1942 – ISBN 978-0520207905